# Sit del Sàhara
El sit del Sàhara o sit de vila(Emberiza sahari) és un ocell de la família dels emberízids (Emberizidae).

## Hàbitat i distribució
Habita el desert, zones amb pedres, vessants escarpades i al voltant del medi humà, a la regió nord-occidental d'Àfrica, al Marroc, Algèria, Tunis, el Txad, Mauritània, sud del Senegal i sud de Mali.

## Taxonomia
Tradicionalment considerat un grup subespecífic del sit estriat (Emberiza striolata), ha passat a ser considerat una espècie de ple dret arran treballs com ara Schweizer et al. 2018
Es reconeixen due subespècies:
- E. s. sanghae (Traylor, 1960) - Mauritània, Senegal i Mali.
- E. s. sahari (Levaillant, 1850) - des del Marroc al nord del Txad.